# Asmara

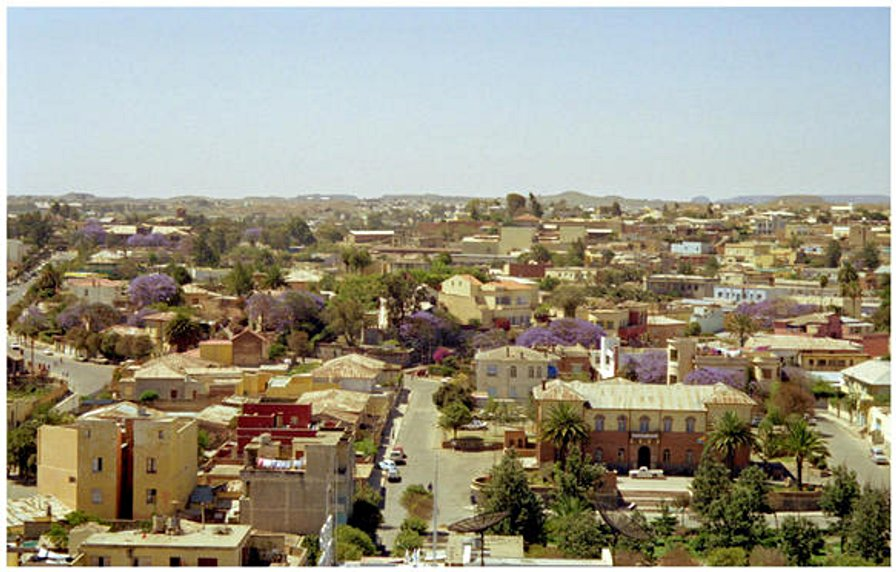
Panorama miasta

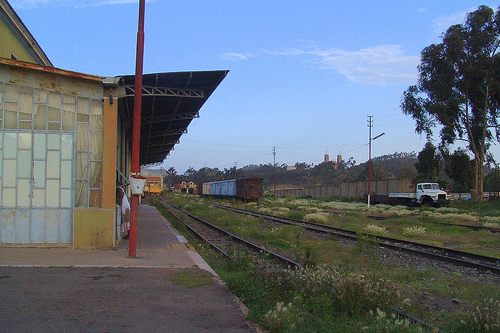
Dworzec kolejowy w Asmarze

Asmara (tigrinia ኣስመራ, Asmera) – stolica Erytrei, na Wyżynie Abisyńskiej, na wysokości 2340 m n.p.m. Stanowi bardzo ważny węzeł kolejowy. W Asmarze znajduje się międzynarodowe lotnisko zbudowane w 1962 położone 4 km od centrum. Miasto cechuje duży wzrost liczby ludności: z 296 tys. mieszkańców w 1986 roku przez 500,6 tys. w roku 2002 do 578,9 tys. w 2006.

## Historia
Asmara to stare miasto etiopskie, które zostało zajęte w 1889 przez Włochów. Od 1897 był to ośrodek administracyjny włoskiej kolonii Erytrea, a w latach 1952–1962 siedziba władz federalnych Erytrei. W latach 1962–1993 była to siedziba etiopskiej prowincji Erytrea, a później niepodległego już państwa.

## Architektura modernistyczna
Stolica Erytrei, podobnie jak w Polsce Gdynia, zasługuje na uwagę jako miasto modernistyczne. Asmara opisana została w wielu publikacjach albumowych jako perła modernizmu, na przykład „Asmara: Africa’s Secret Modernist City” (wyd. Harell). Miasto rozbudowywane było przez włoskich architektów głównie w latach 30. i takie pozostało do czasów obecnych. Jednym z najwybitniejszych zabytków archit. futuryzmu jest budynek Fiat Tagliero (arch. Giuseppe Pettazzi).
W 2017 roku miasto zostało wpisane na listę światowego dziedzictwa UNESCO jako obiekt pod nazwą Asmara – modernistyczne miasto Afryki.

## Zabytki
- katedra św. Józefa,
- Keren Hotel (Albergo Italia) z 1899 r.,
- Poczta (1916),
- wielki meczet zbudowany przez włoskich architektów,
- Banca d’Italia (1914),
- ministerstwo edukacji (1928) w stylu modernistycznym,
- koptyjski kościół Św. Marii z 1930 r.,
- Kino Capitol (1937) w stylu modernistycznym,
- Kino Odeonw stylu modernistycznym,
- Kino Roma, (1937) (Cinema Excelsior) w stylu modernistycznym,
- Selam Hotel (1937), (pierwotnie „Compania Immobile Albergi Africa Orientale”) w stylu modernistycznym,
- Kino Impero (1938) w stylu modernistycznym,
- Fiat Tagliero (1938) w stylu futurystycznym,
- synagoga (1906).

## Gospodarka
Rozwinięte są takie gałęzie przemysłu jak:
- spożywczy (gł. mięsny, młynarski i olejarski),
- włókienniczy,
- skórzany,
- papierniczy,
- metalowy.

Jest to ośrodek handlowy i węzeł drogowy połączony linią kolejową z portem Massaua nad Morzem Czerwonym. Wybudowano tu międzynarodowy port lotniczy, uniwersytet (wydział włoski zał. 1958, a angielski 1968) i muzeum archeologiczne.

## Miasta partnerskie
- Bergen, Norwegia
- Chartum, Sudan